# Präsidentschaftswahl in Kroatien 2009/10
Die Präsidentschaftswahl in Kroatien 2009/10 fand am 27. Dezember 2009 und am 10. Januar 2010 (Stichwahl) statt. Es war die fünfte Präsidentschaftswahl des Landes Kroatien.
Im ersten Wahlgang am 27. Dezember 2009 wurden 4.495.006 Wahlberechtigte aufgerufen, ihren dritten Präsidenten in der Geschichte Kroatiens zu wählen. Dabei erreichte der sozialdemokratische Kandidat Ivo Josipović 32,42 % der Stimmen, der ehemalige Sozialdemokrat und Bürgermeister von Zagreb Milan Bandić 14,83 % der Stimmen.
Den zweiten Wahlgang, in dem nur noch Josipović und Bandić zur Wahl standen, gewann Josipović mit knapp über 60 % der Stimmen.

## Hintergrund

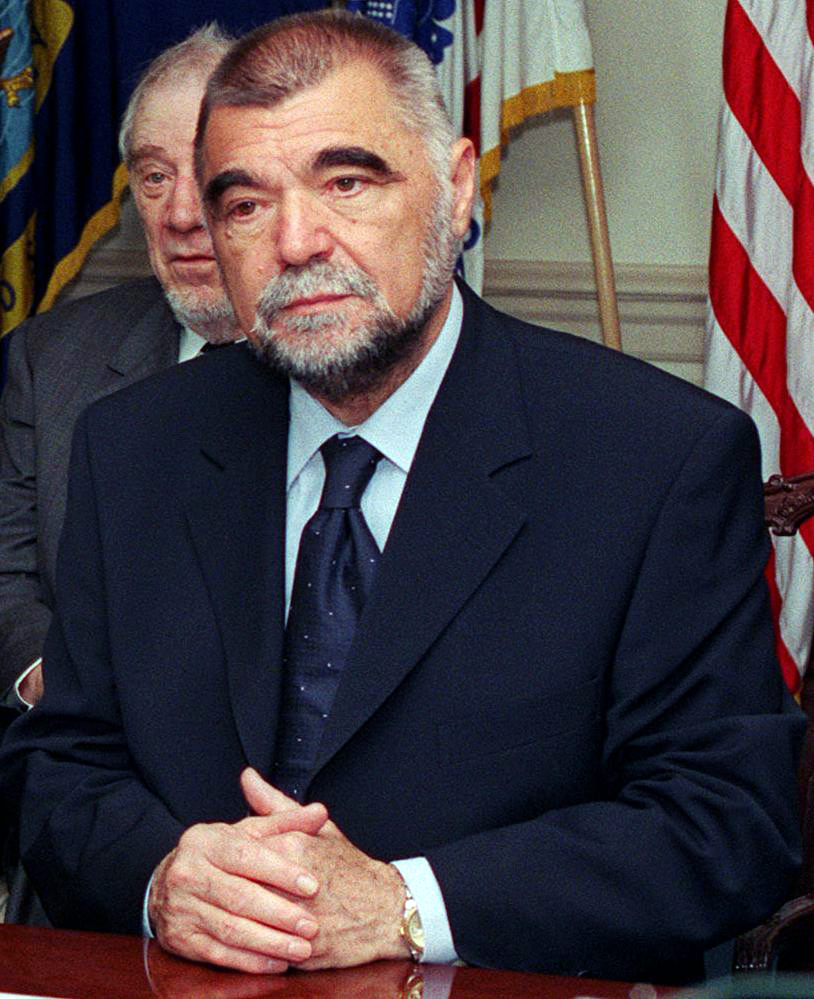
Stjepan Mesić

Der bisherige kroatische Präsident Stjepan Mesić kann nach zwei fünfjährigen Amtsperioden nicht mehr kandidieren. Mesić war 2000 als gemeinsamer Kandidat der HNS, HSS und IDS erstmals zum Präsidenten gewählt worden. Bei der Präsidentschaftswahl 2005 gewann er gegen die HDZ-Kandidatin Jadranka Kosor und wurde vor allem von linken Parteien unterstützt.

## Diskussionen im Vorfeld der Kandidatenaufstellung
Bereits im Sommer 2009 hatten die Parteien ihre Kampagnen begonnen, ohne ihre offiziellen Kandidaten zu nennen. Zu diesem Zeitpunkt verkündeten aber einzelne Kandidaten ihr Interesse am Präsidentenamt.

### Sozialdemokraten – SDP
Nach dem Erdrutschsieg des sozialdemokratischen Kandidaten Milan Bandić im Mai 2009 bei den Kommunalwahlen in Zagreb wurde seine Person als Präsidentschaftskandidat diskutiert. Obwohl vor dieser Bürgermeisterwahl einflussreiche Mitglieder der Sozialdemokratischen Partei Kroatiens den Parteivorsitzenden Zoran Milanović aufgefordert hatten, das „Problem Bandić“ zu lösen, wurde Bandić vom Parteivorstand unterstützt. Bandićs Gegner warfen ihm Korruption und Amtsuntreue während seiner bisherigen Amtszeit in Zagreb vor und forderten von Milanović, einen anderen Kandidaten zu nominieren und zu unterstützen. Am 20. Juni nominierte das Präsidium der Sozialdemokratischen Partei zwei ihrer Parlamentarier im Sabor als offizielle Präsidentschaftskandidaten der SDP: den Rechtsprofessor Ivo Josipović und den Wirtschaftsprofessor und ehemaligen Wirtschaftsminister Ljubo Jurčić. Weitere Kandidaten konnten sich auch stellen, Bandić lehnte jedoch ab. Bei den parteiinternen Vorwahlen wurde Josipović mit 64,78 % der Stimmen gewählt.
Das „Problem Bandić“ eskalierte jedoch, als die Medien über seine mögliche Kandidatur spekulierten. Sie folgten Bandić auf seiner Wahlkampftour durch Kroatien und erkundigten sich, ob er als Präsident kandidieren würde. Er kommentierte die Fragen jedoch nicht und zog das Interesse der Medien wegen seiner Unentschlossenheit auf sich. Am 5. November 2009 kündigte er auf Sljeme seine Präsidentschaftskandidatur an und kritisierte Milanović und seine Partei. Er wurde daraufhin aus der Partei ausgeschlossen und verlor sein Amt als Verbandsvorsitzender der SDP von Zagreb.

### HDZ

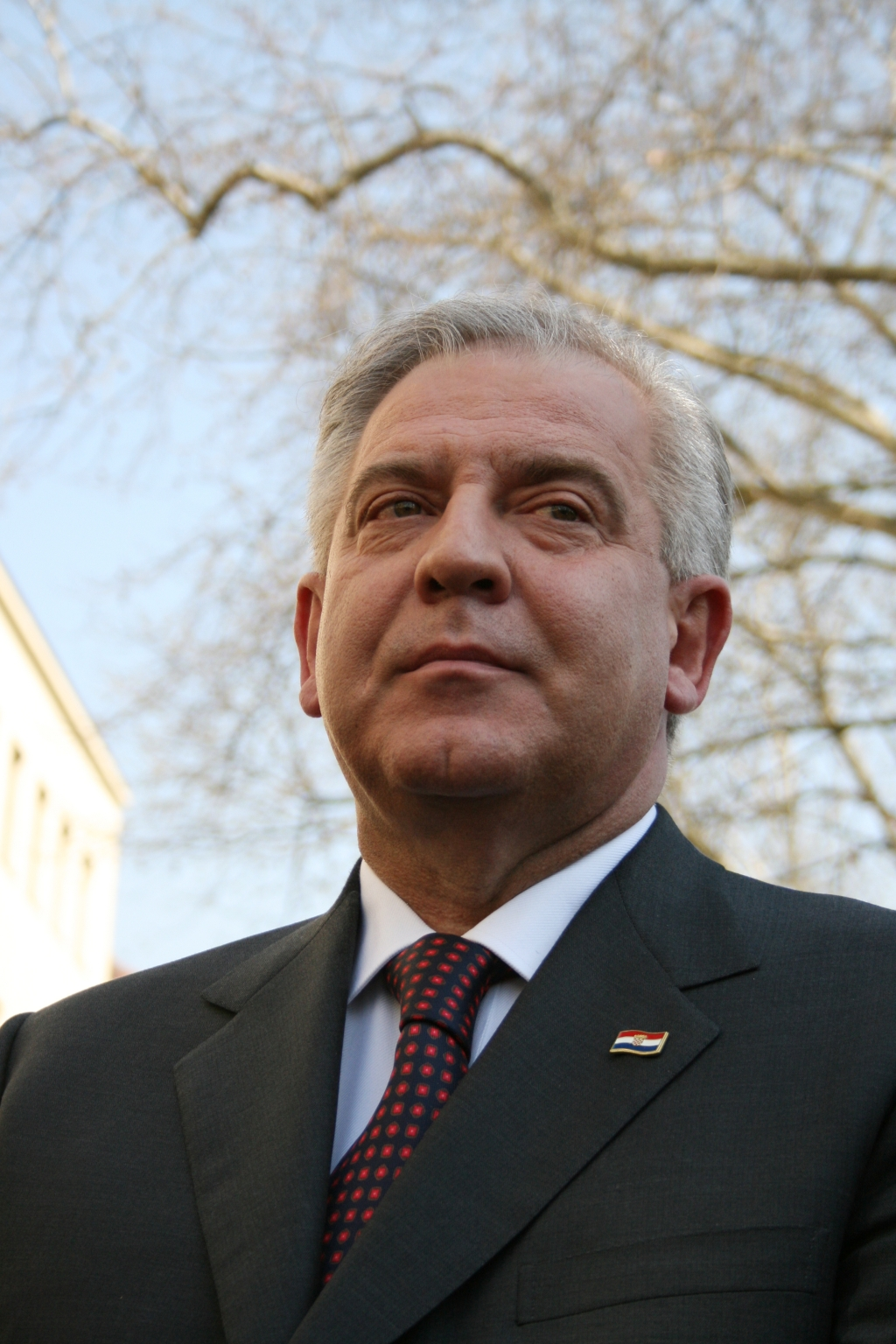
Ivo Sanader

Die Kroatische Demokratische Union (HDZ), die größte Partei der damaligen Regierungskoalition, hatte ebenfalls Probleme bei der Kandidatenfindung zur Präsidentschaftswahl. Bereits 2008 wurde der damalige Premierminister Ivo Sanader als Präsidentschaftskandidat gehandelt, obwohl er mehrmals solche Spekulationen dementierte. Nach den Kommunalwahlen wurden die Spekulationen lauter, weil kein anderer HDZ-Politiker Andeutungen für eine mögliche Kandidatur machte. Am 1. Juli 2009 kündigte Sanader unerwartet an, nicht nur nicht als Präsident kandidieren zu wollen, sondern auch als Premierminister zurücktreten und sich aus der Politik zurückziehen zu wollen.
Sanader schlug Andrija Hebrang junior, Sohn des ehemaligen kroatisch-jugoslawischen Staatsmannes Andrija Hebrang, als offiziellen Kandidaten der Partei für die Präsidentschaftswahl vor, eine Aussage, die später vom Parteipräsidium unterstützt wurde. Er nannte zudem Nadan Vidošević als möglichen Kandidaten der Partei, der jedoch ablehnte. Hebrang zögerte mit der Annahme der Parteinomination und begründete das Zögern mit seinem Gesundheitszustand. Vidošević erklärte am 2. September 2009, als unabhängiger Kandidat antreten zu wollen und wurde daraufhin aus der Partei ausgeschlossen. Sanader war nicht das einzige Mitglied des Kabinetts, dass den Rücktritt ankündigte. Der ebenfalls der HDZ angehörende Bildungsminister Dragan Primorac verkündete am selben Tag wie Sanader seinen Rücktritt und kündigte am 9. November 2009 an, als Unabhängiger bei der Wahl anzutreten. Auch er wurde daraufhin aus der Partei ausgeschlossen.

## Kandidatenaufstellung
Die Wahlen begannen bereits am 4. November 2009 mit dem Beginn der Unterschriftenfrist. Jeder Kandidat musste innerhalb von zwölf Tagen 10.000 Unterschriften von stimmberechtigten kroatischen Bürgern sammeln. Nach diesen zwölf Tagen gab die Staatliche Wahlkommission am 18. November 2009 bekannt, dass zwölf Kandidaten die benötigten Unterschriften einreichen konnten.
Die Wahlkampagne der Kandidaten begann am 19. November mit der Bekanntgabe der zugelassenen Kandidaten. Die Staatliche Wahlkommission erklärte, dass zwölf Kandidaten wählbar seien.
| Kandidat           | Partei    | Unterschriften |
| ------------------ | --------- | -------------- |
| Andrija Hebrang    | HDZ       | 140.000        |
| Ivo Josipović      | SDP       | 117.000        |
| Milan Bandić       | parteilos | 60.000         |
| Vesna Pusić        | HNS       | 47.000         |
| Dragan Primorac    | parteilos | 35.000         |
| Nadan Vidošević    | parteilos | 31.000         |
| Miroslav Tuđman    | parteilos | 18.000         |
| Vesna Škare Ožbolt | parteilos | 18.000         |
| Damir Kajin        | IDS       | 17.000         |
| Boris Mikšić       | parteilos | 15.000         |
| Josip Jurčević     | parteilos | 14.000         |
| Slavko Vukšić      | DSSR      | 12.500         |

Vier der großen Parteien haben offizielle Kandidaten nominiert:
- Die größte Oppositionspartei, die Sozialdemokratische Partei Kroatiens, nominierte Ivo Josipović. Er ist Rechtsprofessor an der Universität Zagreb und Parlamentarier im Sabor.
- Die Kroatisch Demokratische Union nominierte Andrija Hebrang, den ehemaligen Vizepräsidenten des Sabors und ehemaligen Gesundheitsminister.
- Die liberaldemokratische Kroatische Volkspartei nominierte Vesna Pusić, die Parlamentskomiteepräsidentin für die Verhandlungen für den Beitritt Kroatiens zur Europäischen Union.
- Die linksliberale Istrische Demokratische Versammlung nominierte Damir Kajin, ihren Vertreter im Sabor.

Drei unabhängige Kandidaten wurden wegen ihrer Kandidatur aus ihren Parteien ausgeschlossen:
- Nadan Vidošević, Präsident der kroatischen Wirtschaftskammer, ehemaliges Mitglied der HDZ
- Milan Bandić, Bürgermeister von Zagreb, ehemaliges Mitglied der SDP
- Dragan Primorac, ehemaliger Bildungsminister und ehemaliges Mitglied der HDZ

Weitere Kandidaten hatten Beziehungen zu den großen Parteien:
- Vesna Škare Ožbolt, ehemalige Justizministerin, wechselte 2000 von der HDZ zum DC (Demokratski centar)
- Miroslav Tuđman, ehemaliger Leiter im Nachrichtendienst, war in den 1990er Jahren Mitglied der HDZ

Weitere Kandidaten ohne Bezug zu den großen Parteien:
- Josip Jurčević, unabhängiger Kandidat mit einer rechtsextremen Plattform
- Boris Mikšić, unabhängiger Kandidat mit einer rechts-populistischen Geschichte[17]
- Slavko Vukšić, Kandidat der Demokratske stranke slavonske ravnice

Der Kandidat des Serbischen Demokratischen Forums, Veljko Đakula, wurde von der Serbischen Volkspartei, der Demokratischen Partei der Serben und der Partei Neues Serbien unterstützt. Er erreichte 10.557 Unterschriften, zog seine Kandidatur jedoch am 17. November 2009 zurück.
Der Kandidat Dejan Golubić zog sich ebenso wie Veljko Đakula von der Kandidatur zurück, bevor deren Gültigkeit von der Staatlichen Wahlkommission offiziell bestätigt worden war.
Alle Parteien haben den Grundsatz, dass sie nur einen Kandidaten unterstützen und dass Mitglieder, die als Unabhängige kandidieren, aus der Partei ausgeschlossen würden. Nach der Verfassung Kroatiens kann der Staatspräsident nicht Mitglied einer politischen Partei sein, daher muss der Präsident nach der Wahl all seine Parteimitgliedschaften aufgeben.

## Wahl

### Erster Wahlgang

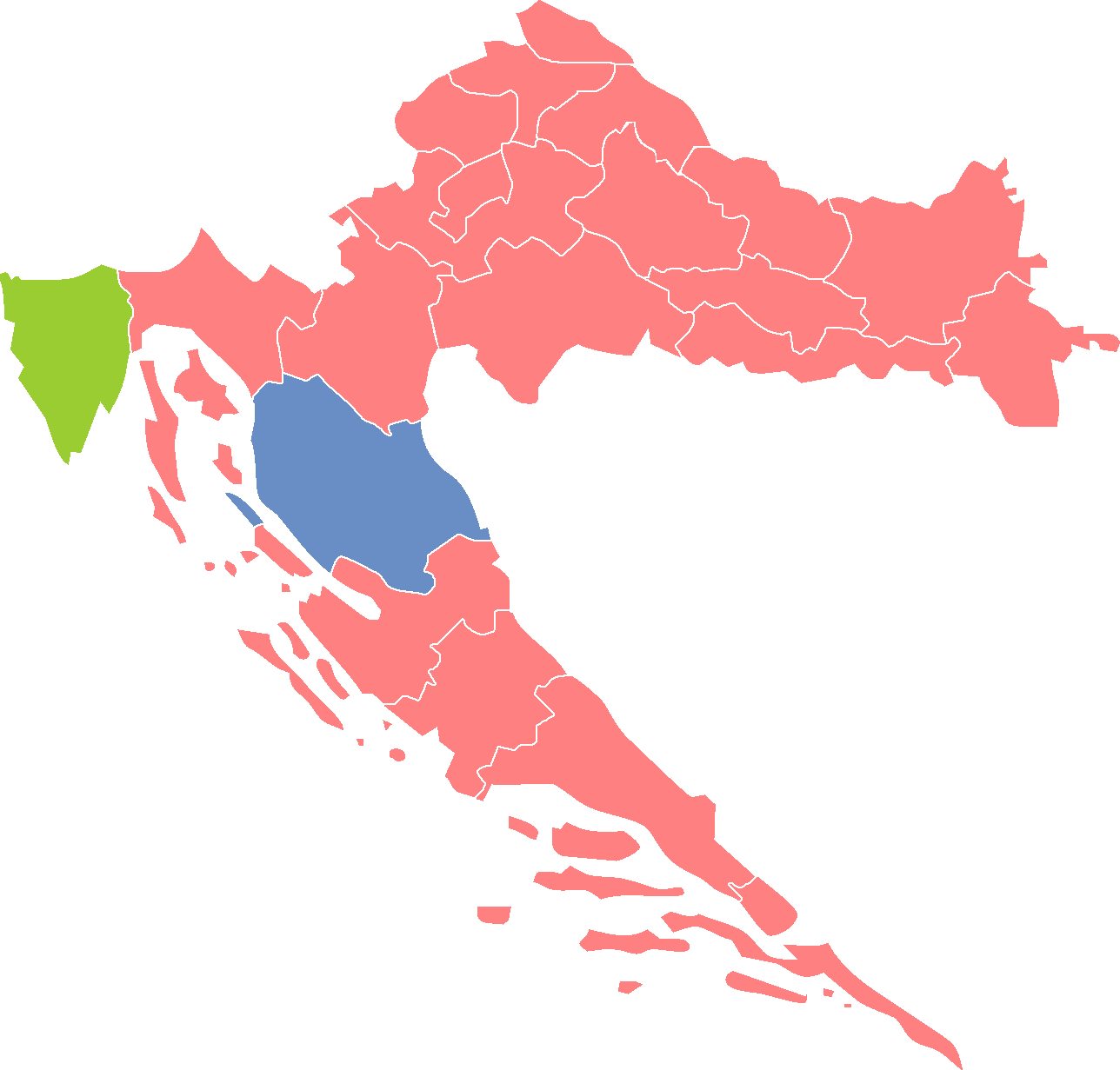
Mehrheiten im ersten Wahlgang nach Gespanschaften:
Mehrheit für Josipović
Mehrheit für Hebrang
Mehrheit für Kajin

Der erste Wahlgang fand am 27. Dezember 2009 statt. Insgesamt gaben knapp 44 Prozent der rund 4,5 Millionen Wahlberechtigten ihre Stimme ab. Am besten schnitt der Kandidat der oppositionellen Sozialdemokratischen Partei (SDP), Ivo Josipović, mit 32,42 Prozent ab. Der ehemalige Sozialdemokrat und Bürgermeister von Zagreb Milan Bandić erreichte 14,83 Prozent. Der Kandidat der regierenden HDZ, Andrija Hebrang, erreichte 12,04 Prozent der Stimmen.
Josipović erreichte den größten Stimmenanteil in 18 der 20 Gespanschaften und in der Stadt Zagreb, Hebrang in der Gespanschaft Lika-Senj, der Kandidat der Istrischen Demokratischen Versammlung (IDS), Damir Kajin, in der Gespanschaft Istrien, und Bandić bei den kroatischen Staatsangehörigen außerhalb Kroatiens.
Da im ersten Wahlgang kein Kandidat die absolute Mehrheit erreicht hatte, stehen sich in der Stichwahl am 10. Januar 2010 die beiden bestplatzierten Kandidaten Josipović und Bandić gegenüber.

### Zweiter Wahlgang
Im zweiten Wahlgang am 10. Januar 2010 war die Wahlbeteiligung mit knapp über 50 Prozent etwas höher als im ersten Wahlgang. Ivo Josipović gewann die Stichwahl klar mit 60,26 % der gültigen Stimmen. Er gewann eine Mehrheit in 19 der 20 Gespanschaften und in der Stadt Zagreb, während Milan Bandić nur in der Gespanschaft Lika-Senj und bei den kroatischen Staatsangehörigen außerhalb Kroatiens die meisten Stimmen erhielt. In Bosnien-Herzegowina konnte Bandić 94,28 % der Stimmen auf sich veranschlagen, in Österreich 92 % und in Deutschland immer noch 87,4 %. Die wenigsten Stimmen erhielt Bandić in Istrien (16,63 %).

## Ergebnis
| Kandidaten                                                   | Kandidaten         | Parteien                                                  | 1. Wahlgang | 1. Wahlgang | 2. Wahlgang | 2. Wahlgang |
| Kandidaten                                                   | Kandidaten         | Parteien                                                  | Stimmen     | %           | Stimmen     | %           |
| ------------------------------------------------------------ | ------------------ | --------------------------------------------------------- | ----------- | ----------- | ----------- | ----------- |
|                                                              | Ivo Josipović      | Socijaldemokratska partija Hrvatske                       | 640.594     | 32,8        | 1.339.385   | 60,3        |
|                                                              | Milan Bandić       | Parteilos                                                 | 293.068     | 15,0        | 883.222     | 39,7        |
|                                                              | Andrija Hebrang    | Hrvatska demokratska zajednica                            | 237.998     | 12,2        |             |             |
|                                                              | Nadan Vidošević    | Parteilos                                                 | 223.892     | 11,5        |             |             |
|                                                              | Vesna Pusić        | Hrvatska narodna stranka – Liberalni demokrati            | 143.190     | 7,3         |             |             |
|                                                              | Dragan Primorac    | Parteilos                                                 | 117.154     | 6,0         |             |             |
|                                                              | Miroslav Tuđman    | Parteilos                                                 | 80.784      | 4,1         |             |             |
|                                                              | Damir Kajin        | Istrische Demokratische Versammlung                       | 76.411      | 3,9         |             |             |
|                                                              | Josip Jurčević     | Parteilos                                                 | 54.177      | 2,8         |             |             |
|                                                              | Boris Mikšić       | Parteilos                                                 | 41.191      | 2,1         |             |             |
|                                                              | Vesna Škare-Ožbolt | Parteilos                                                 | 37.373      | 1,9         |             |             |
|                                                              | Slavko Vukšić      | Demokratska stranka slavonske ravnice – Slavonska ravnica | 8.309       | 0,4         |             |             |
| Gesamt                                                       | Gesamt             | Gesamt                                                    | 1.954.441   | 100         | 2.222.607   | 100         |
|                                                              |                    |                                                           |             |             |             |             |
| Ungültige Stimmen                                            | Ungültige Stimmen  | Ungültige Stimmen                                         | 20.890      | 1,1         | 30.547      | 1,4         |
| Wähler                                                       | Wähler             | Wähler                                                    | 1.975.331   | 43,9        | 2.253.154   | 50,1        |
| Wahlberechtigte                                              | Wahlberechtigte    | Wahlberechtigte                                           | 4.495.233   |             | 4.495.528   |             |
|                                                              |                    |                                                           |             |             |             |             |
| Quellen: Državno Izborno Povjerenstvo, Kandidaten – Ergebnis |                    |                                                           |             |             |             |             |